# Dendrophthora perfurcata
Dendrophthora perfurcata là một loài thực vật có hoa trong họ Santalaceae. Loài này được (Rizzini) Kuijt mô tả khoa học đầu tiên năm 2000.